# Мэддокс, Том
Том Мэ́ддокс (англ. Tom Maddox; октябрь 1945 — 18 октября 2022) — американский писатель, известный как участник литературного направления «Киберпанк».

## Биография
Первая повесть Halo была издана издательством Tor Books в 1991 году. Рассказ «Змеиные глаза» появлялся в сборнике Mirrorshades под редакцией Брюса Стерлинга. Вместе с Гибсоном им написаны сценарии к двум эпизодам сериала «Секретные материалы» (X-Files) — Kill Switch и First Person Shooter.
Автор понятия Лёд (англ. ICE, Intrusion Countermeasures Electronics), которое он ввёл в своём неопубликованном рассказе, показанном Гибсону на конференции фантастов в Портленде.
Мэддокс публиковал свои произведения под лицензией Creative Commons на своём сайте. Также работал профессором литературоведения в Государственном колледже Эвергрин в Олимпии, штат Вашингтон.
Умер от инсульта 18 октября 2022 года в возрасте 77 лет.